# Mała Ołeksandriwka (obwód chersoński)
Mała Ołeksandriwka (ukr. Мала Олександрівка) – wieś na Ukrainie, w obwodzie chersońskim, w rejonie berysławskim. W 2001 liczyła 1725 mieszkańców, spośród których 1642 posługiwało się językiem ukraińskim, 75 rosyjskim, 1 białoruskim, 1 gagauskim, a 6 innym.